# 129. п. н. е.

## Догађаји
- Римски државник Сципион Емилијан умире под неразјашњеним околностима. Присталице браће Грах се сумњиче за убиство.

## Смрти
- Сципион Емилијан, римски генерал и државник (рођен 185. п. н. е.)